# American Surety Building
Het American Surety Building is een wolkenkrabber in New York aan Broadway, tegenover de Trinity Church. Het gebouw opende zijn deuren in 1896 en was ontworpen door Bruce Price in de beaux-arts-stijl. Destijds was het met een hoogte van 92 meter en twintig verdiepingen een van de hoogste kantoorgebouwen van de stad. In de jaren 1920-1922 werd het gebouw uitgebreid onder leiding van de architect Herman Lea Meader. Hij verbreedde de toren van zeven naar elf traveeën en voegde zes verdiepingen toe, waarmee de totale hoogte uitkwam op 103 meter.

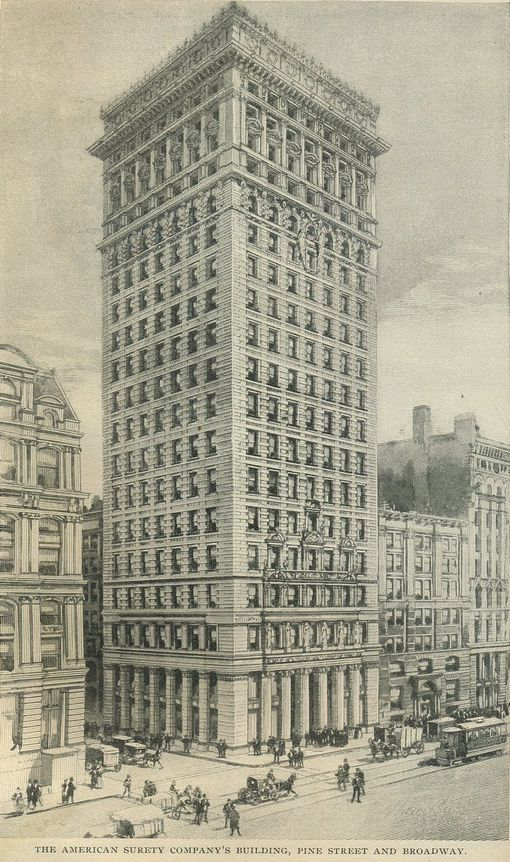
Een tekening van het American Surety Building uit 1898.